# Erika Kirpu
Erika Kirpu (Moskou, 22 juni 1992) is een Estisch schermer.

## Carrière
Kirpu won in Tokio olympisch goud met het degen team.
Kirpu werd in 2017 wereldkampioen met het team.

## Resultaten

### Olympische Zomerspelen
| Jaar | Plaats         | Resultaten              |
| ---- | -------------- | ----------------------- |
| 2016 | Rio de Janeiro | 12e degen 4e degen team |
| 2021 | Tokio          | 25e degen degen team    |

### Wereldkampioenschappen schermen
| Jaar | Plaats  | Resultaten         |
| ---- | ------- | ------------------ |
| 2014 | Moskou  | degen · degen team |
| 2017 | Leipzig | degen team         |

1996: Barlois, Flessel, Moressée-Pichot ·
2000: Aznavoerjan, Jermakova, Logoenova, Mazina ·
2004: Logoenova, Aznavoerjan, Jermakova, Sivkova ·
2012: Na, Xiaojuan, Yujie, Anqi ·
2016: Dinu, Gherman, Pop, Popescu ·
2020: Beljajeva, Embrich, Kirpu, Lehis ·
2024: Fiamingo, Navarria, Rizzi, Santuccio